# Wrangel
Wrangel (ros. Врангель) – dawne osiedle typu miejskiego w Kraju Nadmorskim na Dalekim Wschodzie Rosji, obecnie część Nachodki. W 2002 roku zamieszkany przez 15 346 osób. Osiedle zostało zlikwidowane w 2004 roku.
We Wranglu znajduje się Port Wostocznyj, jeden z największych intermodalnych portów rosyjskich. Dociera do niego również odnoga Kolei Transsyberyjskiej.